# ابراهیم رشوان
ابراهیم رشوان (انگلیسی: Ibrahim Rashwan؛ زادهٔ ۱۲ اوت ۱۹۷۸) بازیکن والیبال اهل مصر بود.